# 非ゼロ和
非ゼロ和（ひゼロわ、英: non zero sum）とは、複数の人が相互に影響しあう状況の中で、ある1人の利益が、必ずしも他の誰かの損失にならないこと、またはその状況を言う。本項目ではそのような状況下でのゲーム（非ゼロ和ゲーム）を解説する。
この点が、ある人が勝つと他の誰かが必ず負けるというゼロ和とは異なる。非ゼロ和的状況は、獲得しようとする対象が、固定的でない､もしくは限定的でない場合に起きる。その状況の参加者の間で、資源を分配しあうというよりは、資源を蓄積していく状況に当てはまり、そこでは、ある人が利益を得たことと独立して、他の人も利益を得ることができる。
この概念は、最初にゲーム理論の中で考えられたので、ゲームという状況でなくても、非ゼロ和ゲームと言われることもある。

## 非ゼロ和的状況の例
例えば、恋愛において一方が傷つくことになったとき、相手が満足を得るわけではない。双方ともが精神的な充足を得られる場合もあれば双方ともが傷つくような状況もあり得る。この場合、互いの（精神的な）損益はゼロ和ではないのである。
知識もまた、非ゼロ和的なものである。井戸から水をくみ上げるよい方法を考えた人は、その新しい技術が他の村の人々によって学ばれることで利益を与えても、損をするわけではない。
非ゼロ和的状況は、経済活動における生産、限界効用、価値評価などを考える上でも重要である。
例えば、ある農家が豊作であれば、彼はより多くの食料を売って、より多くのお金を稼ぐことができる。それによって、より多くの食料が市場に出回れば、その価格が低下するという形で、消費者の利益にもなる。豊作ではなかった他の農家は、低くなった価格に悩むかもしれないし、 それは決してあらゆる人の利益になっているということではないが、それは豊作の農家が利益を奪ったのではなく、農作物の総量が、適正な価格を創出したのである。同じようなことは、他の生産活動についても言うことができる。
商取引も非ゼロ和である。なぜなら、自ら望んで取引を行うすべての人は、その取引によって以前より状況が良くなると信じているからである。そうでなければ、誰も取引をしない。この確信が間違っているときもあるが、状況を正しく判断できなかったという失敗ですらも、将来に生かせるよい経験として彼らを向上させるのである。取引のすべての参加者が、いつも等しく利益を得ることができるわけではない。しかし、利益がどのような配分で分配されたかにかかわらず、取引における利益はいつも非ゼロ和的であり続ける。
株式取引は、企業の設立や上場から消滅までの売買のみを見ればゼロ和であるが、売買のみならず配当や議決権などの要因により商取引同様にプラスの非ゼロ和となる。また売買のみに限っても、設立や上場と消滅の両方を同時に含まない特定の期間に限った場合は企業や株式市場全体の拡大縮小の影響を受けて非ゼロ和となる。だがしかし、さらに企業や株式市場全体の拡大縮小の影響を受けないほど短期間の売買のみに限った場合にはやはりゼロ和になる。

### 非ゼロ和と複雑性
社会が、より複雑に、より特化したものに、そしてより相互依存したものになると、その非ゼロ和的状況も増大するという理論がある。
2000年12月、この考えを支持するアメリカ合衆国大統領ビル・クリントンは次のように述べた：
「社会がより複雑になると、地域や国境という枠を超えて相互依存の網の目のような関係もより複雑になり、人々が自分の利害を考える上で、誰かが獲得して誰かが失う（win-lose）というゼロ和的な解決方法ではなく、両方とも得られる（Win-Win）という非ゼロ和的な解決方法を見つけざるをえなくなる。なぜなら、相互依存が増していくにつれて、我々が向上するのと同じように、他の人々も向上するからである。従って、すべての人が得られる方法を見つけ出し、お互いに思いやらねばならない。」

### 一般的な非ゼロ和ゲーム
一般に遊ばれる古典的な「ゲーム」では勝者が決まるものなので非ゼロ和ゲームは少ない。しかし、現在の社会で非ゼロ和的傾向を好まれるの反映するかのように、現代のゲームには非ゼロ和ゲームが多くある。
ロールプレイングゲーム（テーブルトークRPG）はプレイヤー間で共闘してゲームマスターの提示する試練に対抗するものであり、かつ、ゲームマスターの目的もプレイヤーたちに勝利することではないため、典型的な非ゼロ和ゲームといえる。
また、多人数でプレーできるシミュレーションゲーム、MORPG・MMORPGなどのコンピュータゲームも、協力の正否によって全員が敗者となる可能性があり、非ゼロ和であると言える。